# Castro de Monte Mozinho
Le Castro de Monte Mozinho  est un site archéologique constitué des vestiges d'une colline fortifiée. C'est le plus grand castro romain de la péninsule ibérique situé dans la freguesia de Oldrões (pt), sur le territoire de la municipalité de Penafiel (district de Porto, Portugal),. 
Il est classé Bien d'intérêt public (Catégorie IIP) depuis 1948.

## Historique
Le castro de Mozinho de l'époque romaine a été fondé au Ier siècle et est resté occopé jusqu'au Ve siècle. Les fouilles archéologiques ont débuté de 1943 à 1954, puis de 1974 à 1979, et se sont poursuivies récemment par des campagnes archéologiques.

## Description
Le castro couvre une superficie de 20 hectares. Il est comparable aux célèbres implantations de la Citânia de Briteiros et de Sanfins et, comme d'autres grands établissements de cette période?
- Murailles : Le castro était fortifié par trois lignes de remparts. Les murs défensifs s'adaptent au terrain et présentent un tracé régulier. Les murs avaient 3,50 m d'épaisseur maximale aux portes. Ils protégeaient la zone intérieure de forme ovale d'environ 550 m2 qui était vierge de toute construction.
- Rues : Des rues pavées de granit permettent d'accéder aux différentes parties de la colonie et de les diviser. Une large rue, également pavée, relie l'entrée de l'acropole à la porte nord-est et constituait probablement la principale artère de circulation de la colonie.
- Base du monument romain : Au début du castro, sur le côté droit, on peut voir la base d'un monument romain, du Ier siècle après J.-C., construit à l'époque flavienne qui aurait des sculptures équestres et humaines à l'intérieur.
- Noyau familial : Le castro possède une vaste zone d'habitation, avec plusieurs types de constructions différentes, depuis les maisons castro traditionnelles avec cours, avec compartiments circulaires et vestibules, jusqu'aux maisons romaines plus grandes avec des plans carrés ou rectangulaires.

Au nord du castro, plusieurs cimetières à crémation des Ier et IIIe siècles et des tombes à inhumation du IVe siècle ont été découverts. 

## Trouvailles
Outre de nombreuses découvertes de céramiques locales et romaines, de verre, de briques et de meules, le site a livré une série complète de pièces de monnaie de Jules César à Constantin, des fibules articulées, des fragments d'autels (y compris ceux dédiés à Jupiter) et des restes de statues guerrières.
Les découvertes sont réparties entre les musées Museu Municipal de Penafiel, le Musée d'Ethnographie et d'Histoire de Porto et le Musée d'Antropologie de Université de Porto.

## Galerie

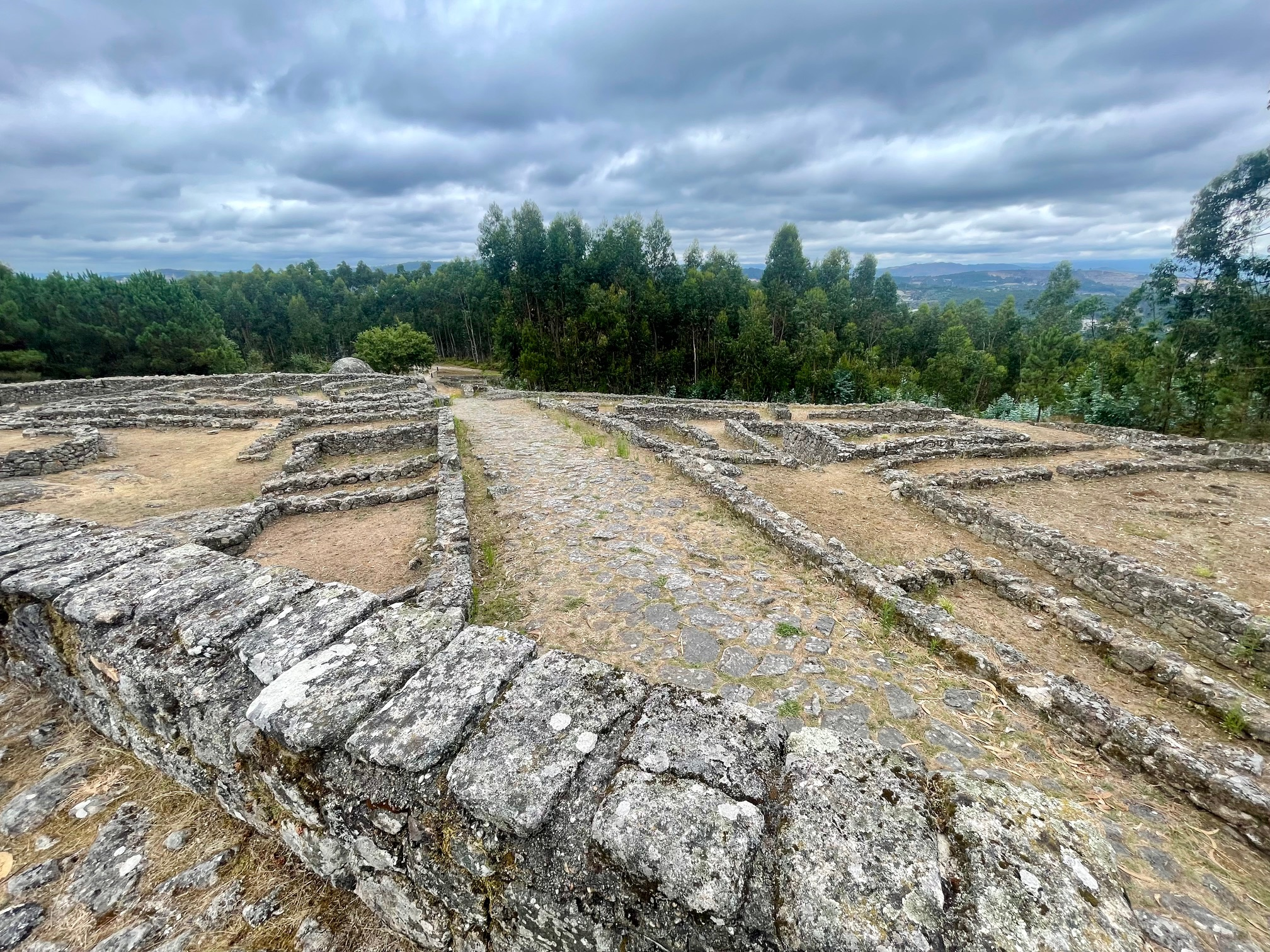
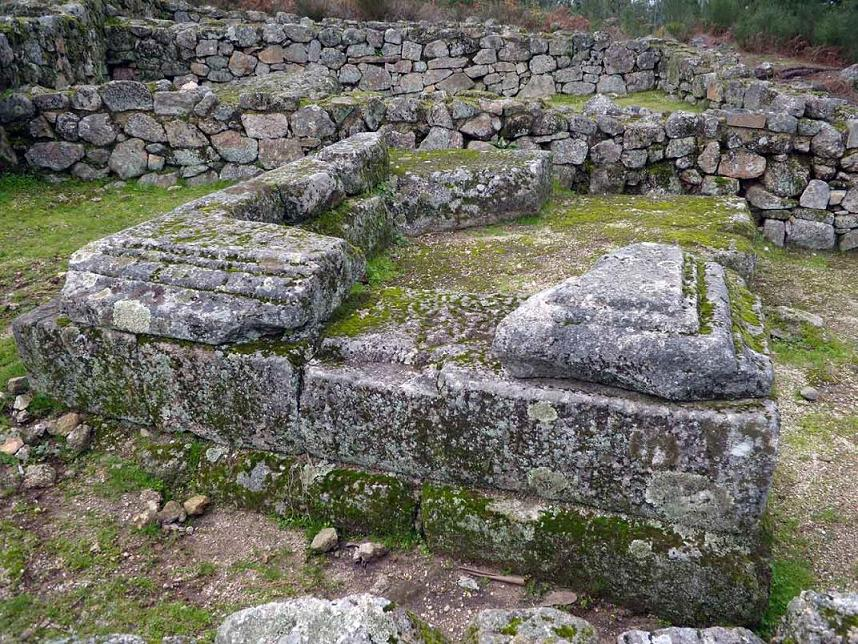